# Charles Athanase Walckenaer
Charles Athanase Walckenaer (ur. 25 grudnia 1771 w Paryżu, zm. 26 kwietnia 1852 tamże) – francuski urzędnik, kartograf, przyrodnik, pisarz.
Studiował na Uniwersytecie Oksfordzkim i Uniwersytecie w Glasgow. W 1793 objął dyrekcję transportu wojskowego w Pirenejach. Następnie podjął studia techniczne w École Nationale des Ponts et Chaussées i École polytechnique. W 1813 został obrany członkiem Institut de France. W 1823 otrzymał tytuł barona.
W 1839 otrzymał posadę konserwatora w wydziale map biblioteki narodowej w Paryżu. W 1840 został dożywotnim sekretarzem Académie des Inscriptions et Belles Lettres. Był jednym z założycieli Société entomologique de France w 1832 roku.
Walckenaer wprowadził do francuskiej literatury angielski model biografii, publikując Histoire de la vie et des ouvrages de la Fontaine (1820), Histoire de la vie et des poésies d’Horace (1840) i Mémoires touchent la vie et les écrits de Mme de Sevigné (6 tomów, 1842–1865).
W dziedzinie geografii opublikował Histoire générale des voyages (21 tomy, 1826–1831) i Géographie ancienne, historique et comparée des Gaules (3 tomy, 1839, nowe wydanie w 1862). Zajmował się też entomologią i arachnologią, wspólnie z Paulem Gervais opublikował Histoire naturelle des insectes (4 tomy, 1836–1847).
Opisał m.in. gatunek ptasznika Grammostola rosea, Avicularia versicolor.
Został pochowany na cmentarzu Père-Lachaise.